# 近藤吾郎
近藤 吾朗（五郎）（こんどう ごろう、1911年〈明治44年〉2月4日 - 1999年〈平成11年〉1月11日）は、日本の芸術家。戦前は中国に在住し東洋美術を学び、パリを中心に西洋美術、中近東やアジア諸国の古代文明跡に漂泊の旅を重ね、「写実の美」、「存在のリアリティー」を追求した。
晩年は富士山麓の裾野市にアトリエ「無暦庵」を構え、黙々と富士山を描き続けた。どの絵画も丹念なマチエールでダイナミックで重厚感のある油絵が特徴である。

## 年譜
- 1911年（明治44年）2月4日、福井県大野郡大野町（現：大野市）の老舗呉服屋「あらころ呉服店」店主、近藤由太郎の長男として生まれた。[4]
- 1931年（昭和6年）文化学院大学部美術科入学
- 1932年（昭和7年）
  - 四器会大阪展（大阪心斎橋丹半ハウス）を開催[5]
  - 大野研究会洋画展に「阪急駅の花屋」を出展[6]
- 1935年（昭和10年）文化学院大学部美術科卒業
- 1936年（昭和11年）第五回日本版画協会展に石版画「横浜埠頭」、「不忍の池」を出展[7]
- 1937年（昭和12年）第一回一水会展覧会に「Iの像」を出展し入選する[8][4]
- 1938年（昭和12年）〜1946年（昭和21年）
中国に渡り、東洋美術を学ぶ
- 1943年（昭和18年）第六回新文部省美術展覧会に「上海黄浦江」を出展[9]
- 1947年（昭和22年）一水会入会[10]
- 1952年（昭和27年）近藤吾郎・黒田外喜男油画二人展を銀座資生堂ギャラリーにて開催
- 1957年（昭和32年）渡欧、パリに在住しグランド・ショミエール[1]にて西洋美術を学ぶ
- 1959年（昭和34年）近藤吾郎滞欧作品展を高島屋日本橋店にて開催[11]
- 1960年（昭和35年）
  - 一水会を退会する
  - 日本実在派作家集団（現：作家集団実在派）を結成[10]
  - 十二展（銀座松坂屋）に「孤舟（ブルターニュ）」、「村落（キャーニュ）」、「孤屋（キャーニュ）」を出展
- 1962年（昭和37年）
  - 第一回日本実在派展を文藝春秋画廊にて開催。
  - 「"断崖と石"　近藤吾郎個展」を開催。
- 1963年（昭和38年）第二回日本実在派展を文藝春秋画廊にて開催。「飛鳥」を出展
- 1964年（昭和39年）第三回日本実在派展を文藝春秋画廊にて開催。
- 1964年（昭和40年）〜1974年（昭和49年）
インド、アメリカ、アフガニスタン、ペルシャ、メソポタミア、エジプト等に古代文明の遺跡を歴訪、古代美術を学ぶ。その間、フランス、ギリシア、イタリア等を再訪、古典技法を学ぶ
- 1973年（昭和48年）〜1986年（昭和62年）
個展を毎年ギャラリージェイコにて開催
- 1975年（昭和50年）
  - 日本実在派作家集団を退会。以降は無所属で活動する。
  - 裾野市の十里木高原にアトリエ「無暦庵」を新築
- 1978年（昭和53年）福井県現代作家秀作展（福井県立美術館主催）に出展
- 1981年（昭和56年）ギリシア、イタリアへ旅行する
- 1983年（昭和58年）富士山資料館（裾野市、閉館）に「快晴表富士」を寄贈[12]
- 1985年（昭和60年）油絵個展をギャラリーほさか（沼津市）にて開催
- 1991年（平成3年）裾野市民文化センター（裾野市）に「富嶽図」を寄贈[10]
- 1993年（平成5年）
  - 個展を裾野市民文化センターにて開催
  - 回顧展を東京国際美術館にて開催
- 1997年（平成9年）「裾野市民文化センター開館5周年記念　近藤吾郎絵画展」を開催
- 1999年（平成11年）1月11日 死去（満87歳没）

## 主な作品
- 阪急駅の花屋（油彩、1932年）- 文献から確認できる最古の作品。大野研究会洋画展に出展
- 横浜埠頭（石版画、1936年）- 第五回日本版画協会展に出展
- 不忍の池（石版画、1936年）- 第五回日本版画協会展に出展
- Iの像（油彩、1937年）- 第一回一水会展覧会に出展。入選作品
- 富嶽図（油彩、裾野市蔵）[10]
- 快晴表富士（油彩、裾野市蔵）[12]
- 霊峰富士（油彩、裾野市蔵）
- 富士裾野の段丘（油彩、裾野市蔵）
- 道祖神（油彩、東京国立博物館蔵）

他数百点以上の作品を残している。

## 主な作品展示先
- 福井県立美術館
- 富士山資料館（閉館）
- 裾野市市民文化センター
- 目黒区立美術館
- 衆議院

## 書籍

### 紀行
- 『密林に沈む神秘の遺跡　-アンコールワット紀行-下』金融界19、金融界社（1967年8月）
- 『密林に沈む神秘の遺跡　-アンコールワット紀行-上』金融界19、金融界社（1967年6月）